# Brendan Penny
Brendan James Penny (Ottawa, 22 de junio de 1978) es un actor canadiense, conocido por haber interpretado a Brian Lucas en la serie Motive.

## Biografía
Nació el 9 de noviembre de 1978 en Ottawa (Ontario) Canadá.
Sus padres son franco-canadienses, con orígenes en Quebec. Brendan tiene un hermano y una hermana. 
Se crio a caballo entre dos ciudades, London y Ottawa.
Se graduó en contabilidad en Fanshawe College (London, Ontario). Estudió en el "Lyric School of Acting" en Vancouver, en la Columbia Británica hasta 2002, graduándose en Bellas Artes y Teatro. 
El 1 de agosto de 2017 se casó con su novia, una bióloga marina, tras varios años de noviazgo. El matrimonio tiene dos hijos en común.
Tiene una residencia en Tofino, en la isla de Vancouver.

## Carrera
En 2006 se unió al elenco principal de la primera temporada de la serie Whistler donde interpretó a AJ Varland.
Ese mismo año obtuvo un pequeño papel en el episodio "Memory Serves" de la serie Kyle XY donde interpretó a Wes, un joven jugando el frisbee.
También apareció como invitado en un episodio de la popular serie Smallville donde interpretó a Wagner, uno de los hombres contratados por Oliver Queen (Justin Hartley) para secuestrar a Lex Luthor (Michael Rosenbaum) y así descubrir de dónde provienen sus poderes.
En el 2008 apareció como invitado en la popular serie de ciencia ficción Stargate: Atlantis donde interpretó a Todd, proveniente de la raza Wraith con el que la tripulación del Atlantis ha tenido varios contactos.
En 2009 se unió al elenco principal de la serie The Assistant donde interpretó al distraído Danny Newell.
En 2010 apareció como invitado en la serie policíaca Flashpoint donde interpretó a Danny Butler, el hermano de Trent Butler (Tyler Johnston). Trent es un miembro del culto de la supremacía blanca liderada por Victor Ackland (Adrian Hough).
En 2012 apareció como invitado en la serie Supernatural donde interpretó a un demonio durante el episodio "Survival of the Fittest", previamente había aparecido en la serie por primera vez en 2006 donde dio vida a Steve en el episodio "Scarecrow".
En febrero de 2013 se unió al elenco principal de la serie Motive donde interpretó al sargento y detective Brian Lucas, hasta el final de la serie en agosto del 2016.
Ese mismo año interpretó al detective Brian Lucas en la miniserie The Dark Corner, la cual es el spin-off de la serie "Motive". También se unió al elenco de la serie The True Heroines donde interpretó a Calvin Hepburn, el esposo de Margie Hepburn (Jovanna Huguet), un líder corporativo en Milk King.
En el 2016 se unió al elenco recurrente de la serie Chesapeake Shores donde interpreta al médico de la armada Kevin O'Brien, el hijo mayor de Mick O'Brien (Treat Williams) y Megan (Barbara Niven), hasta ahora.

## Filmografía

### Series de televisión
| Año             | Título                          | Personaje                  | Notas                                  |
| --------------- | ------------------------------- | -------------------------- | -------------------------------------- |
| 2016 - presente | Chesapeake Shores               | Kevin O'Brien              | 37 episodios                           |
| 2013 - 2016     | Motive                          | Det. Brian Lucas           | 52 episodios                           |
| 2013            | The Runner                      | Josh                       | 11 episodios                           |
| 2013            | The True Heroines               | Calvin Hepburn             | 5 episodios                            |
| 2013            | The Dark Corner                 | Det. Brian Lucas           | 8 episodios - miniserie                |
| 2012            | Ring of Fire                    | Eric Vascer                | 2 episodios - miniserie                |
| 2012            | Supernatural                    | Demonio                    | episodio "Survival of the Fittest"     |
| 2012            | The Killing                     | Josh                       | episodio "Ogi Jun"                     |
| 2010            | Flashpoint                      | Danny Butler               | episodio "Follow the Leader"           |
| 2010            | Bloodletting & Miraculous Cures | Claude                     | episodio "Family Practice" - miniserie |
| 2010            | The Ex-Convict's Guide          | Oficial de la Correccional | episodio "Meet Robin and Chuck"        |
| 2009            | The Assistants                  | Danny Newell               | 13 episodios                           |
| 2008            | Stargate: Atlantis              | Todd                       | 4 episodios                            |
| 2006            | Smallville                      | Wagner                     | episodio "Sneeze"                      |
| 2006            | Blade: The Series               | Zed                        | episodio "Hunters"                     |
| 2006            | Whistler                        | AJ Varland                 | 13 episodios                           |
| 2006            | Kyle XY                         | Wes                        | episodio "Memory Serves"               |
| 2005, 2006      | The L Word                      | Coleman Alt                | 3 episodios                            |
| 2003            | Jake 2.0                        | Patinador                  | episodio "Training Day"                |

### Películas
| Año  | Título                                        | Personaje     | Notas                                                                                               |
| ---- | --------------------------------------------- | ------------- | --------------------------------------------------------------------------------------------------- |
| 2019 | Easter under Wraps                            | Bryan Bailey  | junto a Fiona Gubelmann, Fred Henderson, Ese Atawo, Brownen Smith.                                  |
| 2018 | Pride, Prejudice and Mistletoe                | Luke Bennett  | junto a Lacey Chabert, Sherry Miller, Bruce Stanfield.                                              |
| 2017 | Magical Christmas Ornaments                   | Nate          | junto a Jessica Lowndes, Farah Meroni, Stephen Huszar,Judah Katz.                                   |
| 2017 | A Dash of Love                                | Paul Dellucci | junto a Jen Lilley, Peri Gilpin, Kandyse McClure, Frances Flanagan y Eric Pollins                   |
| 2016 | St Valentin in the Vineyard                   | Nate de Luca  | junto a Rachael Leigh Cook, Marcus Rosner, Tegan Mose.                                              |
| 2015 | The Gourmet Detective: A Healthy Place to Die | Eric          | junto a Dylan Neal, Brooke Burns, Matthew Kevin Anderson, Marc Senior y Samantha Ferris             |
| 2014 | Along Came a Nanny                            | Dean Bartons  | junto a Cameron Mathison, Sarah Lancaster, Valin Shinyei, Jena Skodje, Tom McBeath y Leah Cairns    |
| 2014 | Heavenly Match                                | Josh Singer   | junto a Samaire Armstrong, Letoya Luckett, Gabrielle Rose, Bill Dow y Kevin O'Grady                 |
| 2010 | Tooth Fairy                                   | Josh Singer   | junto a Dwayne Johnson, Ashley Judd, Julie Andrews, Billy Crystal, Ryan Sheckler y Stephen Merchant |
| 2009 | Christmas Crash                               | Matt          | junto a Michael Madsen, Alexandra Paul, Elyse Levesque, Melanie Papalia, Winston Rekert y Ron Lea   |
| 2009 | Held Hostage                                  | Chris Clark   | junto a Julie Benz, Natasha Calis, Tom Carey, Jason Schombing, Dalias Blake y Jeff Pangman          |
| 2009 | I Love You, Beth Cooper                       | Sean Doyle    | junto a Hayden Panettiere, Paul Rust, Jack Carpenter, Shawn Roberts y Marie Avgeropoulos            |
| 2009 | Diamonds                                      | Tom Anderson  | junto a James Purefoy, Judy Davis, Derek Jacobi, Stephen McHattie, Benjamin Ayres y Nick Pinnock    |

## Premios y nominaciones
| Año  | Categoría                                            | Premio    | Serie    | Resultado |
| ---- | ---------------------------------------------------- | --------- | -------- | --------- |
| 2007 | Best Lead Performance by a Male in a Dramatic Series | Leo Award | Whistler | Nominado  |